# Estilo arquitectónico

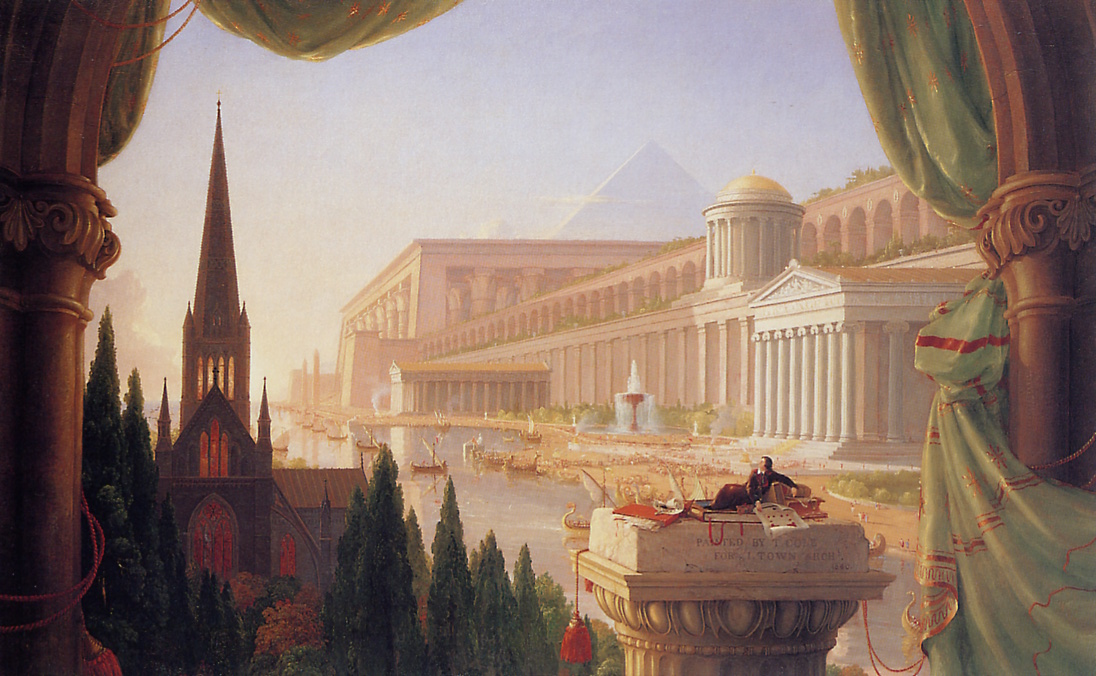
The Architect's Dream de Thomas Cole (1840) muestra una visión de edificios de estilos históricos de la tradición occidental, desde el Antiguo Egipto hasta el historicismo clásico.

El estilo arquitectónico es el conjunto de características que identifican la tendencia artística de una época o de un autor.
En la historia de la arquitectura es una de las maneras de clasificar periodos que se caracterizan por tener estilos que hacen que un edificio, o una edificación, sean históricamente identificables. 
Los estilos arquitectónicos aparecen y prevalecen durante un tiempo histórico determinado y aparecen como ciertas opiniones o reacciones a tales opiniones y tienen sus primeras etapas y etapas de desarrollo, por lo que, en general, cada estilo arquitectónico se divide simplemente en:
- temprano,
- medio,
- estilo tardío - es decir, su fase de desarrollo para la cual se puede determinar con certeza la aparición de ciertas características y formas que lo acompañan y se aplican allí. Los límites entre estilos individuales no siempre están definidos con precisión y muy a menudo hay una mezcla de estilos individuales y su penetración de uno en otro y transiciones graduales durante un período de tiempo.

## Clasificación y evolución estilística
La clasificación estilística suele basarse en la forma de los elementos arquitectónicos, el método de construcción, los materiales de construcción empleados o el carácter regional. La mayoría de la arquitectura puede ser clasificada según una cronología de estilos que ha ido variando con el tiempo, reflejando modas cambiantes, creencias y religiones, o la aparición de nuevas ideas, tecnologías o materiales que hacen que el nuevo estilo sea posible.
Los estilos emergen de la historia de una sociedad y son documentados como tema de estudio de la historia de la arquitectura. En muchos momentos de la historia varios estilos han estado simultáneamente de moda, y cuando un estilo cambiaba, por lo general, lo hacía poco a poco, cuando los arquitectos aprendían y se adaptaban a las nuevas ideas y sus patrocinadores las aceptaban. El nuevo estilo era a veces sólo una rebelión contra un estilo existente, como el posmodernismo, que en años recientes encontró su propio lenguaje y se dividió en una serie de nuevos subestilos con otros nombres.
Los estilos a menudo se propagaban a otros lugares, por lo que cuando el estilo en origen seguía desarrollando nuevas maneras, podía diferenciarse de las otras zonas que seguían su propia vida. Por ejemplo, el Renacimiento comenzó en Italia alrededor de 1425 y se extendió por toda Europa durante los siguientes 200 años, dando lugar a un Renacimiento francés, belga, alemán, inglés o español, reconocibles como un mismo estilo, pero con características únicas. Un estilo también podía propagarse a través del colonialismo, ya fuese cuando las colonias extranjeras aprendían en su país de origen, o cuando los colonos se trasladaron a las nuevas tierras. Un ejemplo son las misiones españolas en California, llevadas por los sacerdotes españoles a finales del siglo XVIII y construidas en un único estilo (arquitectura de las misiones de California).
Después de que un estilo hubiese pasado de moda, a menudo hubo recuperaciones, emulaciones y reinterpretaciones. Por ejemplo, el clasicismo ha sido revivido muchas veces y ha encontrado una nueva vida como neoclasicismo. Y cada vez que se restableció, el estilo fue diferente. El estilo Misión española en Estados Unidos fue revivido 100 años más tarde como el estilo neomisión, que pronto se convirtió en el renacimiento colonial español.
La arquitectura vernácula ha evolucionado de forma ligeramente diferente y se trata por separado. Es el método nativo de construcción utilizado por la población local, por lo general usando métodos intensivos en trabajo y en materiales locales, y por lo general en pequeñas edificaciones como casas de campo o edificaciones rurales. Varía de una región a otra, incluso dentro de un país, y tiene poco en cuenta los estilos o tecnología nacionales en boga en la época. A medida que la sociedad occidental se fue desarrollando, los estilos vernáculos se consideraron en su mayor parte pasados de moda o anticuados según las nuevas tecnologías y las normas nacionales habituales de construcción.

## Historia del concepto de estilo arquitectónico
La construcción de esquemas de estilos por periodos en el arte histórico y en la arquitectura fue una de las principales preocupaciones de los estudiosos del siglo XIX en el nuevo, e inicialmente en su mayoría de habla alemana, campo de la historia del arte. Tempranos e importantes escritores en la teoría amplia del estilo fueron Carl Friedrich von Rumohr, Gottfried Semper y Alois Riegl, con su Stilfragen de 1893, continuando el debate durante el siglo XX otros como Heinrich Wölfflin y Paul Frankl. Paul Jacobsthal y Josef Strzygowski están entre los historiadores del arte que siguieron a Riegl al proponer grandes esquemas trazando la transmisión de los elementos de los estilos a través de grandes cadenas en el tiempo y el espacio. Este tipo de historia del arte es también conocido como formalismo, o el estudio de las figuras y formas en el arte.
Semper, Wölfflin y Frankl, y más tarde Ackerman, que tenían antecedentes en la historia de la arquitectura, contribuyeron a acuñar los términos «románico» y «gótico», inicialmente para describir estilos arquitectónicos. Entre ambos estilos los cambios eran mucho más claros y más fáciles de definir, entre otras cosas porque el estilo en arquitectura es más fácil de replicar, siguiendo una serie de reglas, que en otras artes figurativas como la pintura. Por ello muchos términos originados para describir períodos arquitectónicos a menudo se aplicaron posteriormente a otras áreas de las artes visuales, y luego más ampliamente aun a la música, la literatura y la cultura general.
En la arquitectura los cambios estilísticos a menudo siguen, y son posibles, gracias al descubrimiento de nuevas técnicas y materiales, desde la bóveda de crucería gótica hasta el moderno metal y la construcción en hormigón armado. Un área importante de debate, tanto en la historia del arte como en la arqueología, ha sido la medida en que el cambio estilístico en otros campos como la pintura o la cerámica también fue una respuesta a las nuevas posibilidades técnicas, o bien tenía su propio impulso para desarrollarse (el kunstwollen de Riegl), o era causado por factores sociales y económicos que afectaban al patronazgo y a las condiciones del artista, como el pensamiento actual tiende a enfatizar usando versiones menos rígidas de estilo nacidas de la historia del arte marxista.
Aunque el estilo estaba bien establecido como un componente central del análisis histórico del arte, tras la Segunda Guerra Mundial había pasado de moda cuando estaban surgiendo otras formas de ver el arte y una reacción en contra del énfasis en el estilo estaba en desarrollo. Para Svetlana Alpers, «la invocación normal de estilo en la historia del arte es de hecho un asunto deprimente»". Y según James Elkins «A finales del siglo XX las críticas estilísticas estaban destinadas a reducir aún más los elementos hegelianos del concepto mientras la retenian en una forma que pudiera ser más fácilmente controlada».

### El Manierismo como ejemplo

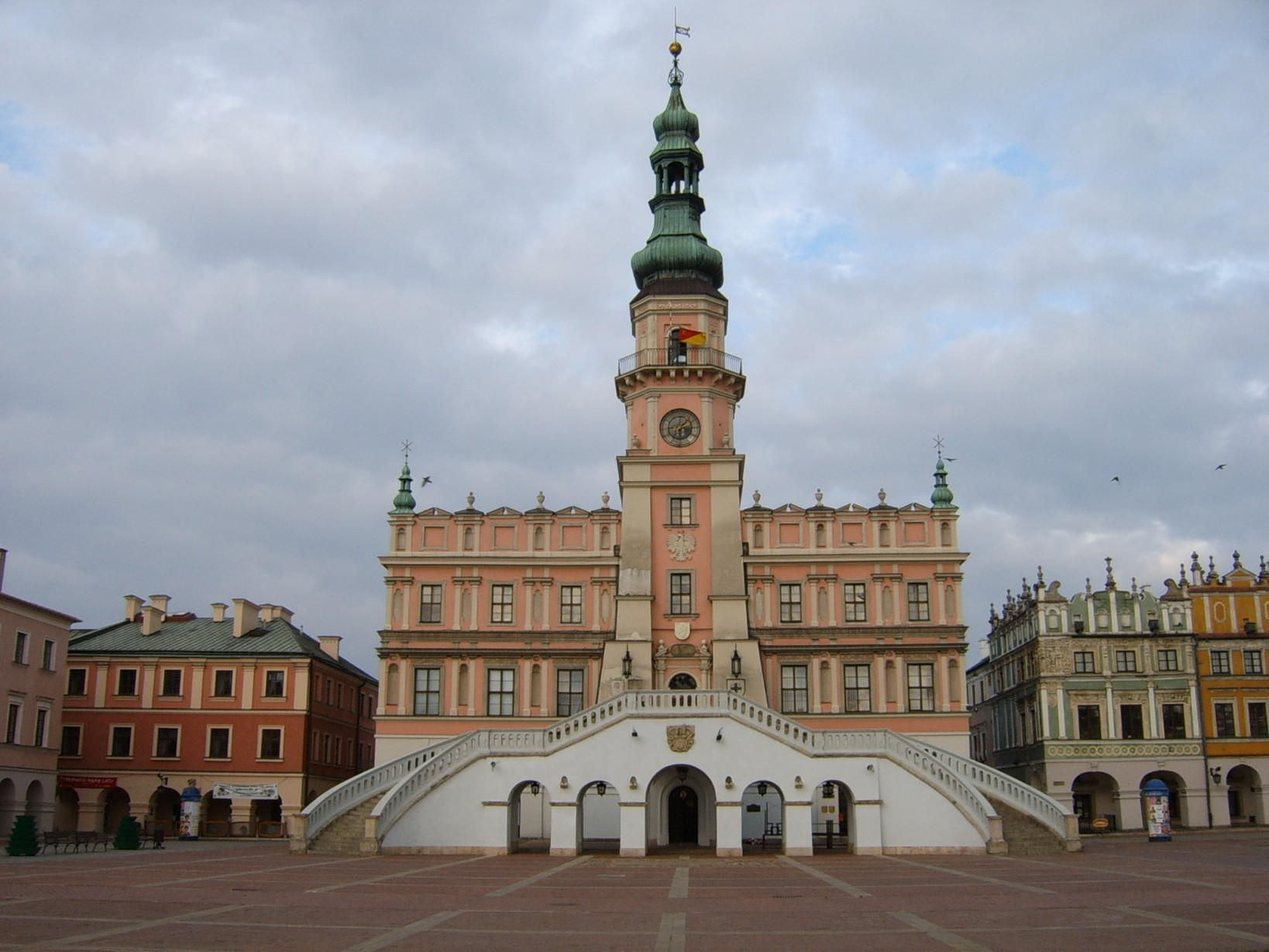
Ayuntamiento de Zamość, de Bernardo Morando.

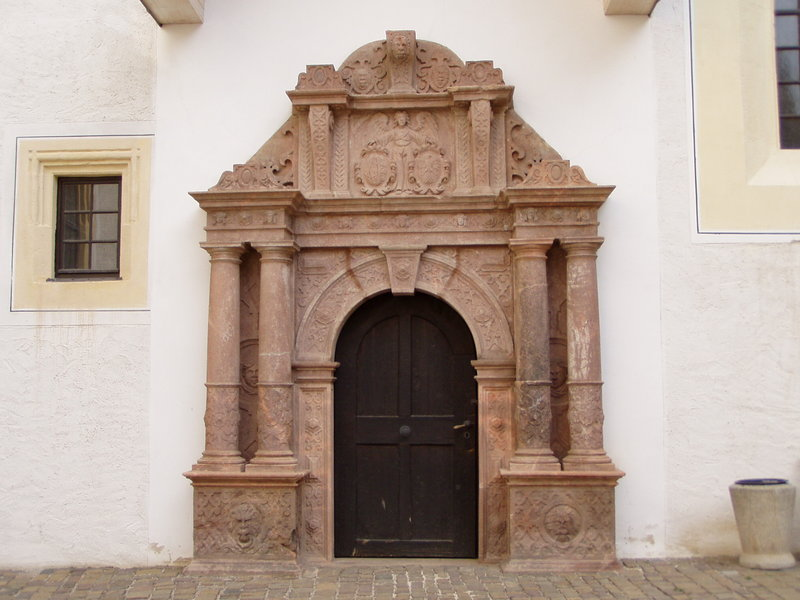
Portada de la "casa de la iglesia" del Castillo de Colditz, Sajonia, diseñado por Andreas Walther II (1584), es un ejemplo de la exuberancia del "Manierismo de Amberes".

Mientras muchos estilos arquitectónicos exploraban ideales armoniosos, el manierismo buscaba llevar el estilo más allá y exploró la estética de la hipérbole y la exageración. El manierismo destaca por su sofisticación intelectual, así como sus cualidades artificiales (por oposición a naturales). Favorece la tensión composicional e inestabilidad en lugar del equilibrio y la claridad. La definición del manierismo, y las fases dentro de él, siguen siendo objeto de debate entre los historiadores.
Un ejemplo de la arquitectura manierista es la Villa Farnese en Caprarola. en el campo a las afueras del Roma. La proliferación de grabadores durante el siglo XVI difundió los estilos manieristas más rápidamente que cualquiera de los estilos anteriores. Un centro de diseño manierista fue Amberes durante su auge en el siglo XVI.
A través de Amberes, los estilos renacentista y manierista fueron ampliamente introducidos en Inglaterra, Alemania y Europa septentrional y oriental en general. Denso en detallados ornamentos a la "romana", la portada del castillo de Colditz ejemplifica este estilo norteño, característicamente aplicado como un hecho aislado contra los muros vernáculos sin pretensiones. Durante el período manierista del Renacimiento, los arquitectos experimentaron con el uso de las formas arquitectónicas para enfatizar las relaciones sólidas y espaciales. El ideal renacentista de la armonía dio paso a ritmos más libres y más imaginativos. El arquitecto más conocido asociado con el estilo manierista fue Miguel Ángel (1475-1564), a quien se atribuye la invención del orden gigante, una gran pilastra que se extiende desde la base hasta la parte superior de la fachada. Utilizó esto en su diseño para el Campidoglio de Roma.
Antes del siglo XX, el término «Manierismo» tenía connotaciones negativas, pero en la actualidad se utiliza para describir el período histórico en términos no valorativos más generales.

## Estilo griego
La arquitectura de la Antigua Grecia constituye uno de los logros más relevantes del mundo clásico. En el territorio griego se desarrollaron tres órdenes arquitectónicos fundamentales: dórico, jónico y corintio, cada uno con proporciones y elementos decorativos característicos. Estos órdenes no solo sirvieron para definir la estructura de los edificios, sino que también expresaban el ideal estético griego, vinculado a la armonía, la proporción y la integración con el entorno.
Las construcciones griegas se levantaban sobre una base plana de piedra, a modo de terraza o estilóbato, sobre la cual se erigían hileras de columnas que sostenían vigas horizontales de piedra (arquitrabe), coronadas por un frontón a dos aguas. Las columnas, además de su función estructural, aportaban ritmo visual y equilibrio al conjunto, dejando amplias vistas abiertas hacia el paisaje circundante.

### Características de los órdenes arquitectónicos
- Orden dórico: la columna carece de basa y se compone de un fuste estriado y un capitel sencillo, formado por un equino circular y un ábaco cuadrado.
- Orden jónico: la columna presenta tres partes diferenciadas: basa, fuste estriado más esbelto que el dórico, y capitel adornado con volutas.
- Orden corintio: similar al jónico en la basa y el fuste, pero con un capitel más elaborado. Este consta de tres cuerpos: en la parte inferior, un anillo del que surgen hojas cortas de acanto; en la parte media, hojas más largas que se curvan hacia afuera; y en la parte superior, el ábaco cuadrado que corona la columna.

La influencia de estos órdenes se extendió posteriormente a la arquitectura romana y, siglos más tarde, al Renacimiento y el neoclasicismo, convirtiéndose en un referente universal de la arquitectura occidental.

## Estilo románico
La arquitectura románica es un estilo arquitectónico de la Europa medieval que predominó en los siglos XI y XII. Con el tiempo, el estilo evolucionó hacia la estilo gótico, con la forma de los arcos proporcionando una distinción simple: el románico se caracteriza por el arco de medio punto, mientras que el gótico está marcado por el arco apuntado. El románico surgió casi simultáneamente en múltiples países (Francia, Alemania, Italia, España); sus ejemplos pueden encontrarse en todo el continente, lo que lo convierte en el primer estilo arquitectónico paneuropeo desde la arquitectura imperial romana. Al igual que el gótico, el nombre del estilo se transfirió al arte románico contemporáneo.
La arquitectura románica, que combina rasgos de la [[arquitectura romana antigua]|antigua Roma]] y de los edificios bizantinos y otras tradiciones locales, se caracteriza por su calidad maciza, sus gruesos muros, sus arcos de medio punto, sus robustos pilares, sus bóvedas de cañón, sus grandes torres y sus arcadas decorativas. Cada edificio tiene formas claramente definidas, a menudo de planta muy regular y simétrica. El aspecto general es de simplicidad si se compara con los edificios góticos que le seguirían. El estilo puede identificarse en toda Europa, a pesar de las características regionales y los diferentes materiales.

## Estilo gótico
El estilo gótico es un estilo arquitectónico que predominó en Europa desde finales del siglo XII hasta el siglo XVI, durante la Alta y la Baja Edad Media, sobreviviendo hasta los siglos XVII y XVIII en algunas zonas. El mismo se desarrolló a partir de la arquitectura románica y fue seguido por la arquitectura renacentista. Se originó en las regiones de Île-de-France y Picardía del norte de Francia. El estilo de la época se conocía a veces como opus Francigenum (Obra francesa); el término gótico se aplicó por primera vez de forma despectiva a finales del Renacimiento, por aquellos que ambicionaban revivir la arquitectura de la antigüedad clásica.
El elemento que define el diseño de la arquitectura gótica es el arco apuntado. El uso del arco en punta a su vez condujo al desarrollo de la bóveda de crucería apuntada y arbotantes, combinado con tracería elaborada y ventanas con vitrales.